# Ludwig Becker

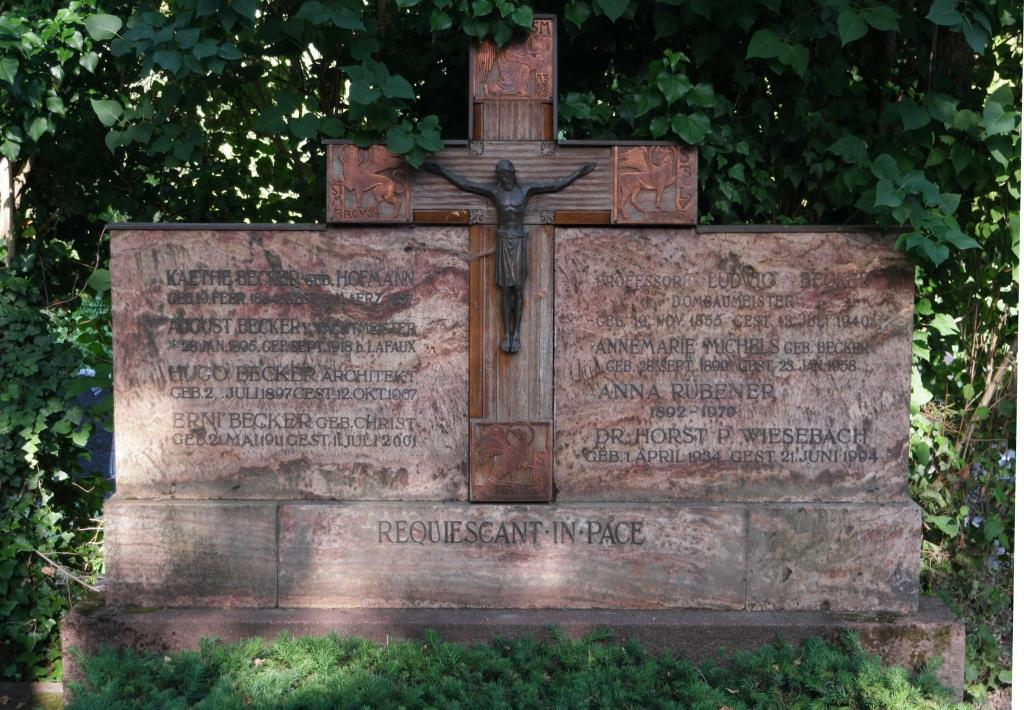
graf

Ludwig Becker (Keulen, 19 november 1855 - Mainz, 13 juli 1940) was een Duitse architect die zich vooral verdienstelijk maakte met het bouwen, verbouwen en restaureren van honderden kerkgebouwen.

## Biografie
Becker werd geboren in Keulen en studeerde vanaf 1873 aan de Technische Hogeschool te Aken. Hij liet zich vervolgens vormen als steenhouwer en beeldhouwer bij het atelier van de Dom van Keulen. 
In 1884 verhuisde Becker naar Mainz en werd daar diocesaan bouwmeester. Vanaf 1909 tot 1940 werd hij als bouwmeester verbonden aan de Dom van Mainz. In deze periode was hij ook werkzaam als historicus, hoewel deze carrière minder succesvol verliep. Zijn stelling, dat de bouw van de kathedraal van Mainz reeds zou zijn begonnen in de 4e eeuw ten tijde van Constantijn, werd door deskundigen unaniem afgewezen. 
Ludwig Becker werd vooral bekend om zijn religieuze gebouwen, voornamelijk katholieke kerken. Hij werd begraven op de grote begraafplaats te Mainz.

## Werk

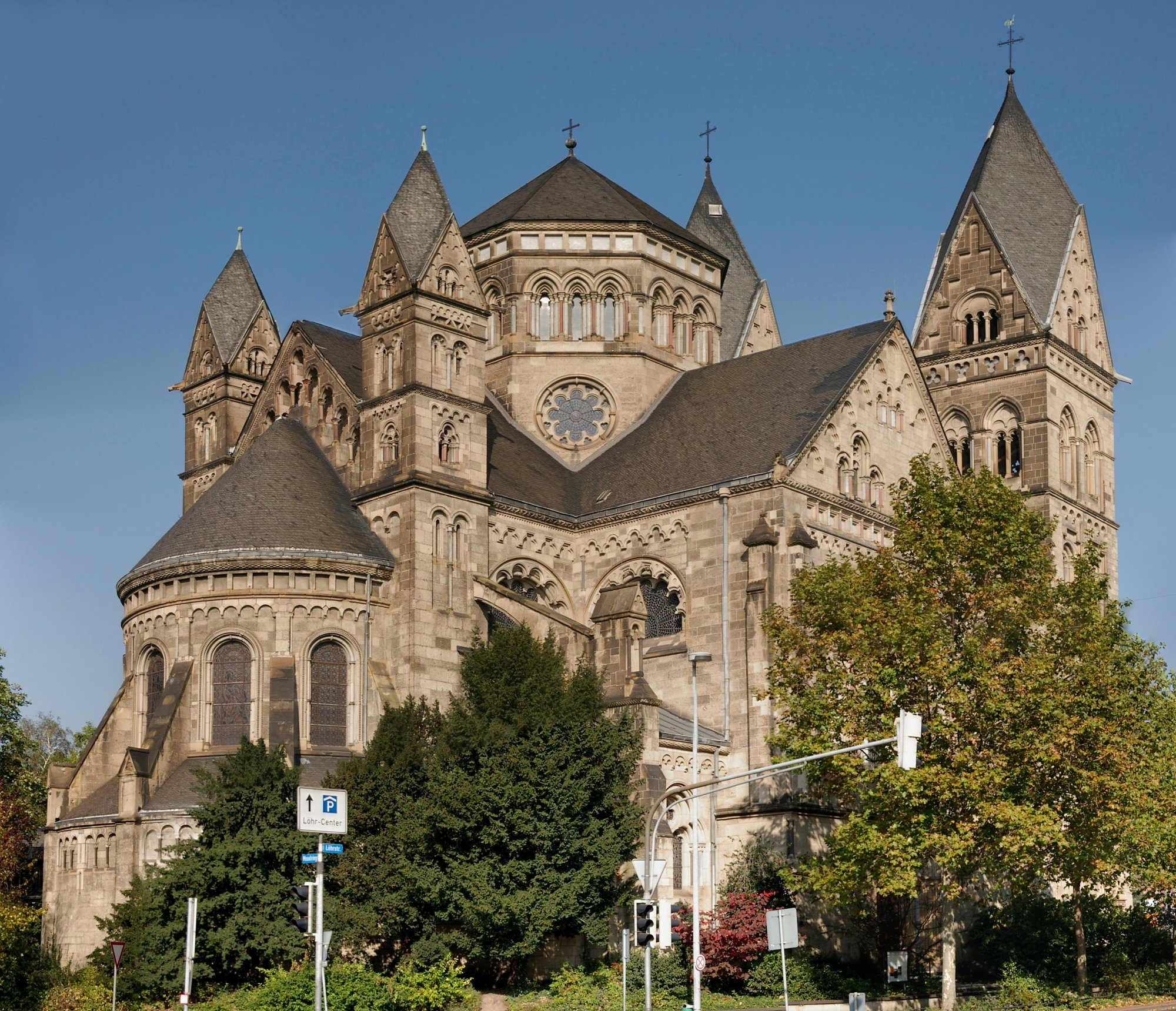
Herz-Jesu-Kirche (Koblenz)

Becker restaureerde, verbouwde en bouwde meer dan 300 kerken. Hij paste vooral stijlvormen toe die binnen de stroming van het historisme vallen. Veel gebouwen ontwierp Becker samen met zijn zakelijke partner Anton Falkowski. Tot de Eerste Wereldoorlog had Becker een voorkeur voor gotische en romaanse vormen, daarna eenvoudige barokke. Vanaf ongeveer 1930 paste Becker ook expressionistische stijlen toe.   
- Gemeinsame Normdatei: 123844746
- International Standard Name Identifier: 0000 0000 6680 8724
- Union List of Artist Names: 500101513
- Virtual International Authority File: 20599718
- WorldCat: E39PBJB8qDHGTVwmX6JQftDH4q